# Fartdårens vilda flykt
Fardårens vilda flykt  (engelska: Aloha, Bobby and Rose är en amerikansk actionfilm från 1975. Huvudrollen spelas av Paul Le Mat, stjärnan från Sista natten med gänget, och är skriven samt regisserad av Floyd Mutrux.

## Handling
Den unge bilmekanikern Bobby (Paul Le Mat) träffar snabbmatsservitrisen Rose (Dianne Hull) och blir blixtförälskade. En kväll mitt under pågående dejt, låtsas Bobby råna ett snabbköp, vilket går fruktansvärt fel. En kille blir dödad och Bobby och Rose tvingas fly.

## Rollista
| Paul Le Mat         | – Bobby         |
| Dianne Hull         | – Rose          |
| Tim McIntire        | – Buford        |
| Leigh French        | – Donna Sue     |
| Martine Bartlett    | – Rose's Mother |
| Noble Willingham    | – Uncle Charlie |
| Robert Carradine    | – Moxey         |
| Eric Hines          | – Erick         |
| Mario Gallo         | – Benny         |
| Tony Gardenas       | – Rafael        |
| Edward James Olmos  | – Chicano #1    |
| Clifton Tip Fredell | – Chicano #2    |